# St. Bonifatius (Bad Dürrenberg)

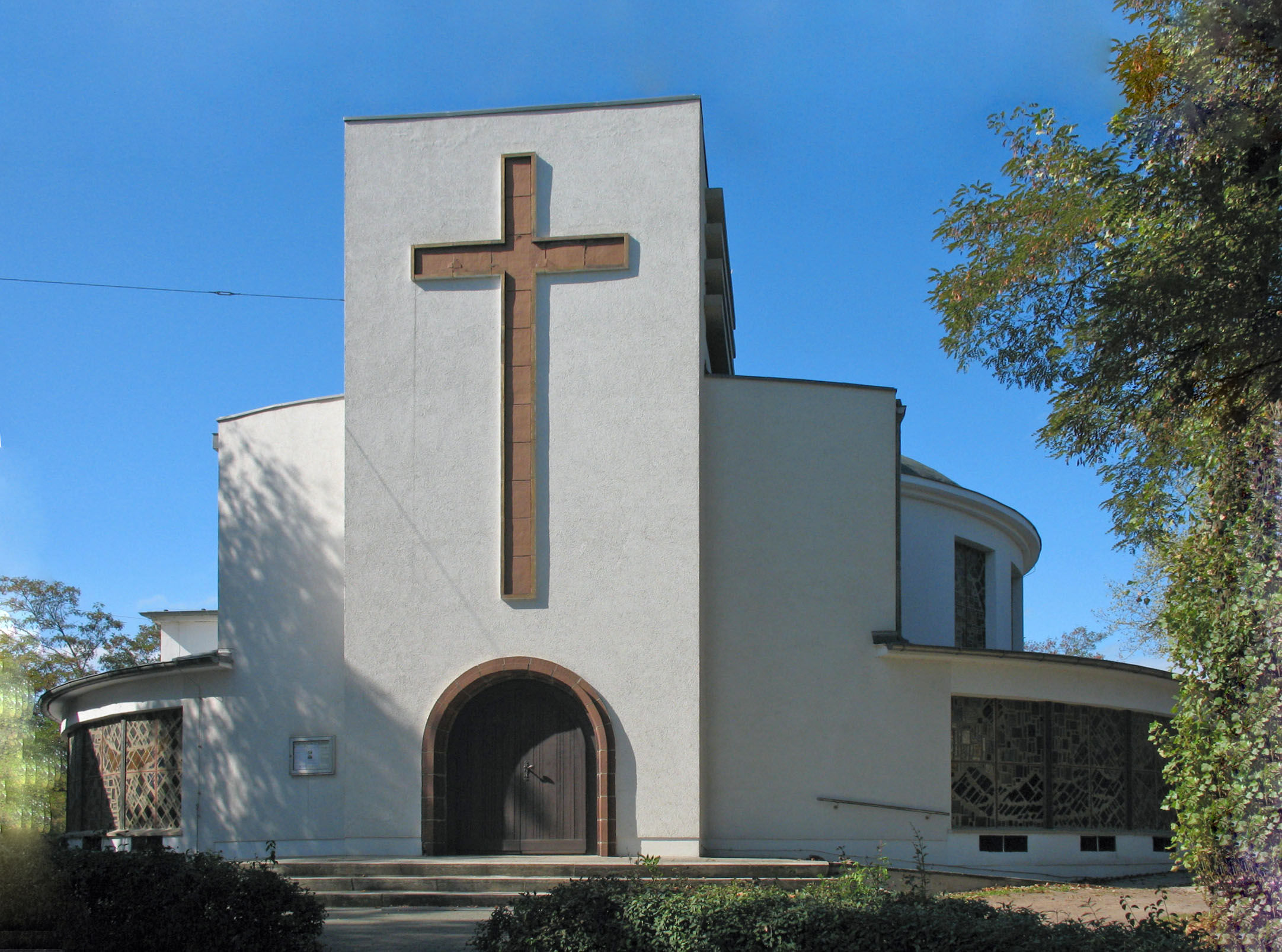
St. Bonifatius in Bad Dürrenberg

Sankt Bonifatius ist die römisch-katholische Kirche in Bad Dürrenberg, einer Stadt im Saalekreis in Sachsen-Anhalt. Im örtlichen Denkmalverzeichnis ist sie unter der Erfassungsnummer 094 20569 als Baudenkmal verzeichnet. Das nach dem heiligen Bonifatius benannte Gotteshaus gehört zur Pfarrei St. Norbert mit Sitz in Merseburg, im Dekanat Merseburg des Bistums Magdeburg.

## Geschichte
Im seit der Reformation protestantisch geprägten Bad Dürrenberg machte das Anwachsen der Katholikenzahl den Bau der Kirche erforderlich. Das 1917 im nahegelegenen Leuna eröffnete Ammoniakwerk Merseburg der Leunawerke bot zahlreiche Arbeitsplätze. Die Katholiken in Dürrenberg gehörten zunächst zur Missionspfarrei Lützen im Bistum Paderborn, bis 1932 Dürrenberg Sitz einer eigenen Kirchengemeinde wurde. Bereits 1916 wurde versucht, in Dürrenberg katholische Gottesdienste zu halten, was jedoch an einem geeigneten Raum scheiterte. Von 1929 an fanden dann katholische Gottesdienste im Saal der Kur-Lichtspiele statt.
Am 26. Juli 1931 erfolgte auf der Aschenhalde einer Saline die Grundsteinlegung für die St.-Bonifatius-Kirche, die bereits am 18. Oktober 1931 ihre Benediktion durch Dechant Winkelmann aus Halle (Saale) erhielt. Die für diesen Tag eigentlich geplante Kirchweihe durch Johannes Hillebrand, den Weihbischof des Erzbistums Paderborn, zu dem Dürrenberg damals gehörte, fand nicht statt, da der Weihbischof am 28. September 1931 verstorben war und noch kein Nachfolger ernannt worden war. 1932 wurde mit Alfred Gramsch der erste Geistliche für Dürrenberg ernannt und die Filialvikarie Dürrenberg gegründet.
Seit der Verleihung des Prädikates „Bad“ im Jahr 1935 nennt sich Dürrenberg „Bad Dürrenberg“. Im Zweiten Weltkrieg wurde die Kirche und die angrenzenden Gebäude durch Luftangriffe erheblich beschädigt. Die Schäden konnten erst einige Jahre nach Kriegsende behoben werden. Durch die Flucht und Vertreibung Deutscher aus Mittel- und Osteuropa 1945–1950 stieg die Zahl der Gemeindemitglieder stark an, sodass es am 1. November 1948 zur Erhebung der Filialvikarie Dürrenberg zur Pfarrei kam. Pfarrvikar Alfons May wurde ihr erster Pfarrer.
Von 1976 bis 1981 erfolgte eine Umgestaltung des Innenraumes, die Kanzel und die Kommunionbank wurden entfernt. Gemäß der Liturgiereform des Zweiten Vatikanischen Konzils wurde ein neuer Volksaltar aufgestellt. 1981 wurden die Betonglasfenster eingesetzt. Am 18. Oktober 1981 erfolgte die Kirchweihe durch Johannes Braun, den Apostolischen Administrator von Magdeburg. Am 8. Juli 1994 wurde das Bistum Magdeburg gegründet, zu dem die Kirche seitdem gehört.
Am 1. September 2007 wurde der Gemeindeverbund Merseburg – Bad Dürrenberg – Leuna – Großkayna – Schkopau – Braunsbedra/Neumark – Bad Lauchstädt – Langeneichstädt – Mücheln errichtet. Damals gehörten zur Pfarrei Bad Dürrenberg rund 440 Katholiken.
Aus dem Gemeindeverbund entstand am 2. Mai 2010 die heutige Pfarrei St. Norbert mit Sitz in Merseburg, zu der neben der St.-Bonifatius-Kirche in Bad Dürrenberg auch die Kirchen Maria Königin in Bad Lauchstädt, Christkönig in Leuna, St. Norbert in Merseburg und St. Heinrich in Neumark gehören. Die damals ebenfalls zur Pfarrei St. Norbert gehörenden Kirchen Hl. Drei Könige in Großkayna, St. Bruno in Langeneichstädt, St. Ulrich in Merseburg, Herz Jesu in Neubiendorf und St. Anna in Schkopau wurden inzwischen profaniert.

## Architektur und Ausstattung
Die Kirche steht auf dem Grundstück Platz der Freiheit 1. Sie entstand nach Plänen des Architekten Rudolf Straubinger (1896–1973) aus München und war sein einziger Sakralbau. Kirche und Pfarrhaus bilden im Grundriss ein Hufeisen.
Das Kircheninnere wird von einem von Odo Tattenpach entworfenen Altarbild des gekreuzigten Christus bestimmt, das als Mosaik aus Opalglas ausgeführt ist.

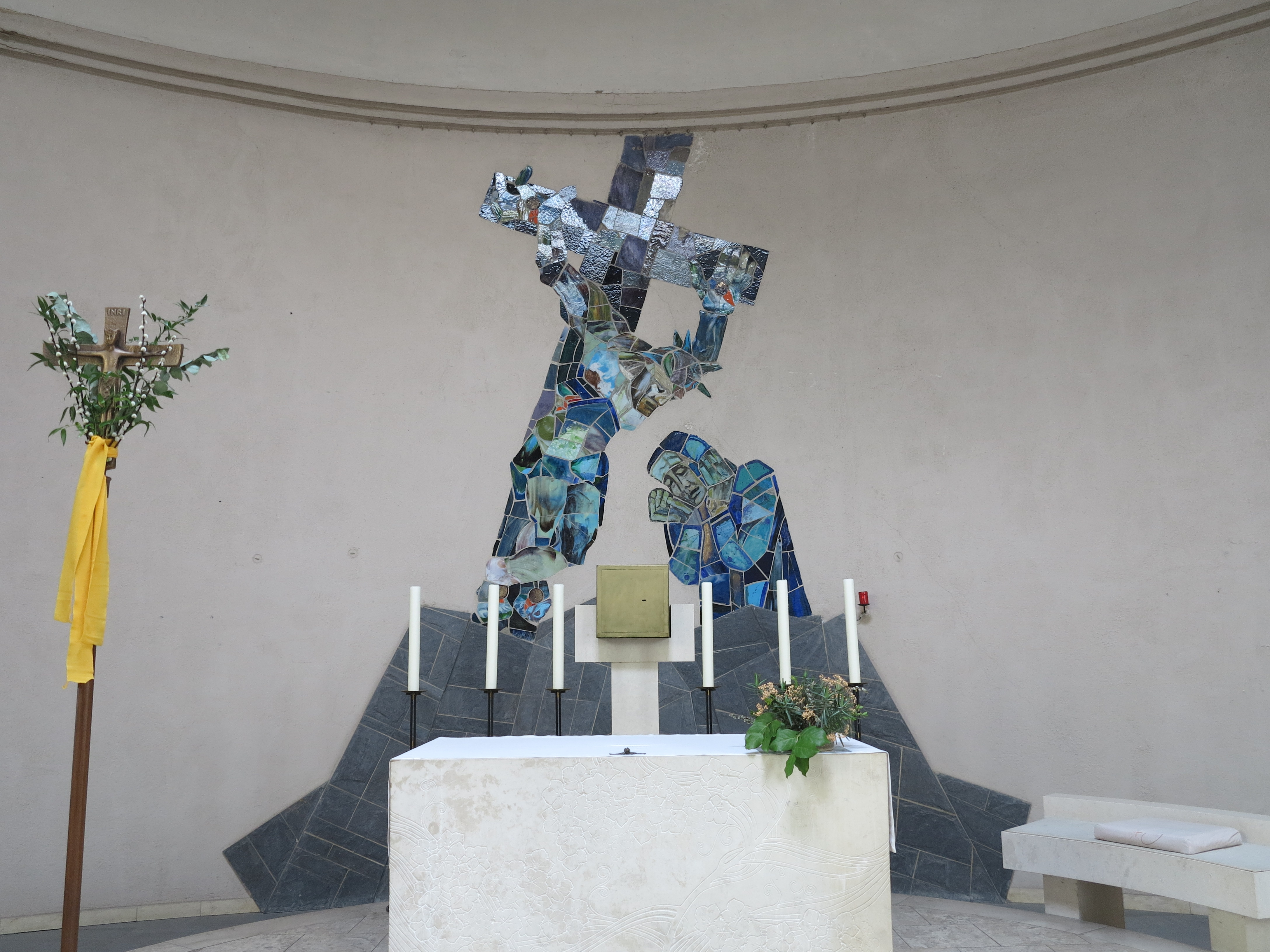
Altarraumgestaltung von Odo Tattenpach

Die Raumatmosphäre wird durch ein umlaufendes Glasbetonband geprägt, das 1981 von Rudolf Brückner-Fuhlrott gestaltet wurde.